# Tommaso Cerno

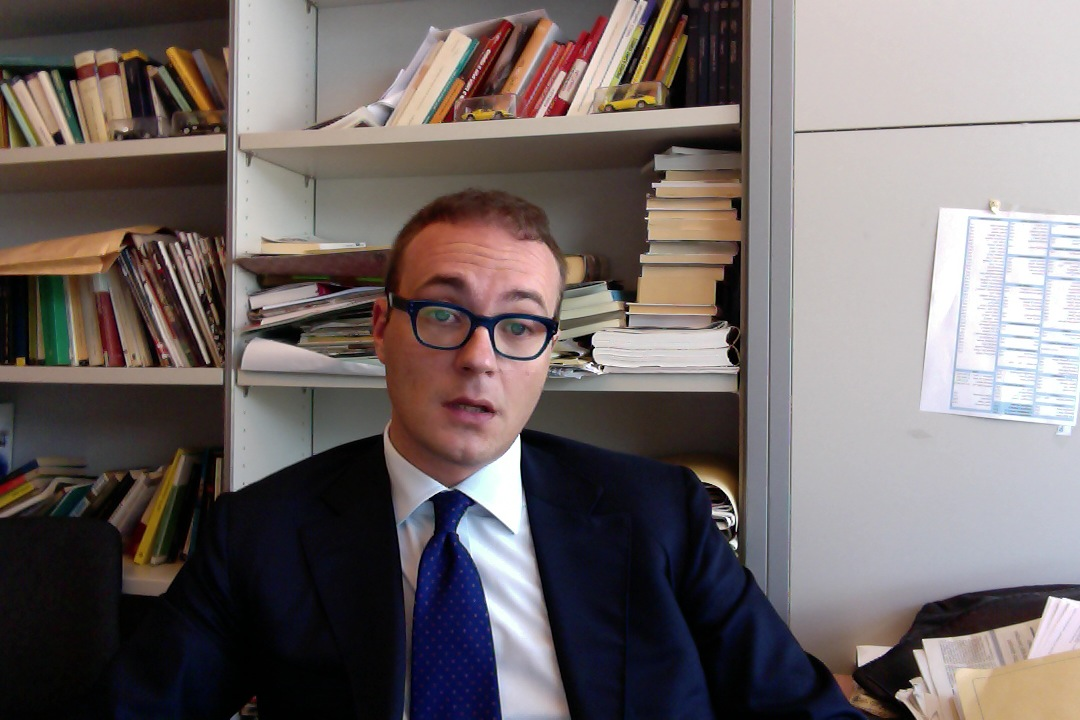
Tommaso Cerno (2012)

Tommaso Cerno (geboren am 28. Januar 1975 in Udine) ist ein italienischer Schriftsteller, Journalist und Fernsehmoderator. Seit Juli 2016 bekleidet er die Funktion des Chefredakteurs der Wochenzeitschrift L’Espresso.

## Leben und Werk
Tommaso Cerno befasst sich seit 1993 mit Politik und wurde rasch zu einem Fachmann für Fragen des Nordosten Italiens, sowohl auf politischer und ökonomischer, als auch auf sozialer Ebene. 
Als Fernsehmoderator präsentiert er die Serie D-Day - I giorni decisivi auf Rai 3.
Am 20. Oktober 2014 wurde Cerno zum Chefredakteur der Tageszeitung Messaggero Veneto ernannt und wechselte in derselben Funktion am 29. Juli 2016 zur Wochenzeitschrift L’Espresso.
Am 1. März 2024 wurde er Chefredakteur der Zeitung Il Tempo.

## Buchpublikationen
- L’ingorgo. Da Berzanti a Biasutti. Da Ceccotti e Tondo all’era di Illy. Padri, padrini e padroni della Regione autonoma Friuli Venezia Giulia. Ribis, Udine 2008.
- Affa Taffa. Mimesis Edizioni, Mailand 2010.
- mit Emiliano Fittipaldi: La macchina del fango. Come funziona il sistema della disinformazione italiana. Feltrinelli, Mailand 2011, ISBN 978-88-07172-17-5 [Die Schlammmaschine].
- Inferno: la commedia del potere. Rizzoli, Mailand 2013.
- A noi! – Cosa ci resta del fascismo nell’epoca di Berlusconi, Grillo e Renzi. Rizzoli, Mailand 2015.

## Auszeichnungen
- 2009: Premio Provincia di Lucca Cronista für seine Reportagen über das Schicksal von Eluana Englaro[3]
- 2013: Premio Pino Zac des 41. Festivals der politischen Satire (Forte dei Marmi)
- 2013: Premio Bruno Cavallini (Pordenone), gestiftet von Vittorio Sgarbi[4]
- 2015: Premio Internazionale Ennio Flaiano per la Televisione (Pescara) für die Fernsehsendung D-Day – I giorni decisivi auf Rai 3